# Kleinandelfingen
Kleinandelfingen (gzu. Chlii-Andlefinge, im Chläi, im Chlii) – miejscowość i gmina (Politische Gemeinde) w północnej Szwajcarii, w kantonie Zurych, w okręgu (Bezirk) Andelfingen. Leży nad rzeką Thur.

## Demografia
W Kleinandelfingen mieszkają 2132 osoby. W 2021 roku 12,2% populacji gminy stanowiły osoby urodzone poza Szwajcarią.

## Transport
Przez teren gminy przebiegają autostrada A4 oraz droga główna nr 15.